# Micraphis
Micraphis  (лат.) — род тлей из подсемейства Aphidinae (Macrosiphini). Восточная Азия (Япония, Китай, Тайвань).

## Описание
Мелкие насекомые, длина около 1 мм.
Ассоциированы с растениями Artemisia. Близок к тлям рода Coloradoa, но отличаются строением глаз.
- Micraphis artemisiae (Takahashi, R., 1924)[3]